# Daniel Casriel
Daniel Harold Casriel, genannt Dan Casriel (* 1. März 1924 in New York City; † 7. Juni 1983), war ein US-amerikanischer Arzt, Psychiater und Psychoanalytiker. Er arbeitete aufgrund eines Auftrags des Staates New York in den 1960er-Jahren mit Drogenabhängigen und entwickelte die Bonding-Therapie, bzw. auch als New Identity Process (N.I.P. = Prozess bzw. Weg zur Entdeckung der wahren Identität) bezeichnet.

## Emotionale Mangelgesellschaft
Er prägte den Begriff der „Emotionalen Mangelgesellschaft“, mit ihren Folgen für die Menschen: Einsamkeit, Verzweiflung, Gefühllosigkeit und Beziehungslosigkeit. Menschen, die gehalten, angeschaut und angehört werden, die sichere Bindungen eingehen und vertrauensvolle Nähe zu Anderen aufbauen können, sind belastbarer in Krisen und widerstandsfähiger gegenüber Erkrankungen, Süchten oder destruktivem antisozialem Verhalten.

## New Identity Process
Casriel schrieb 1972 das Buch Wiederentdeckung des Gefühls. Zielgruppe war neben Fachleuten vor allem das breite Publikum. Wie der Originaltitel A Scream Away from Happiness (dt. ‚Einen Schrei vom Glück entfernt‘) sagt, sollen Gefühle, die Menschen in der Vergangenheit nicht zulassen konnten, und die bei der vergangenen Situation gemachten negativen Erfahrungen die Menschen am Glücklichsein hindern. Das herausgeschrieene alte oder akute Unglück soll nach Casriel der erste Schritt zur Überwindung dessen sein, was dem persönlichen Glück im Wege stehe. Er bezeichnete diesen Prozess als Prozess zur Herausbildung der wahren Identität (N.I.D.), womit er ausdrücken wollte, dass die im Kind durch Frustrationen entwickelten negativen Einstellungen diesem eine Identität aufgezwungen haben, mit der es auch im Erwachsenenalter nicht glücklich werden könne. Das Ausdrücken und Ausagieren dieser alten Gefühle durch Schreien o. ä. verbunden mit der Erkenntnis der Fehleinstellung und Austauschen derselben durch neue positive Einstellungen ist Gegenstand des N.I.D. Die Forschungsergebnisse Casriels aus dem letzten Jahrzehnt seines Wirkens fehlen in dem Buch Wiederentdeckung des Gefühls. Das unfertige Manuskript, in dem diese festgehalten sind, ist noch nicht zum Druck freigegeben.
In Deutschland wird der New-Identity-Process heute als Bonding-Therapie gelehrt und betrieben.

## Rezeption in Deutschland
In Deutschland fanden seine Erkenntnisse ebenfalls Beachtung und wurden u. a. von Walther H. Lechler, Ingo Gerstenberg sowie Jeff Gordon und seiner Frau Julia Gordon (sie betreiben gemeinsam das Zentrum im Kraichgau) eingeführt und verbreitet.

## Schriften (Auswahl)
- Die Wiederentdeckung des Gefühls. Schreitherapie und Gruppendynamik. Bertelsmann, München 1972, ISBN 3-570-00222-5.